# 李惕
李惕（810年代？—897年），唐朝皇子，是唐宪宗李纯第十八子，生母不详。
从其兄唐宣宗李忱生年推断，当在810年后。其父唐宪宗在820年逝世。历穆宗、敬宗、文宗、武宗四朝后，大中三年（849年），李惕被兄唐宣宗封为彭王，乾宁四年（897年）八月，李惕被韩建杀于石堤谷，没有留下子嗣。